# Armando Uribe
Armando Uribe (Santiago do Chile, 28 de outubro de 1933 – 23 de janeiro de 2020) foi um poeta, advogado, diplomata e professor universitário chileno.

## Biografia
Uribe estudou na infância no Colégio Saint George's. Mais tarde, em 1959, formou-se em direito pela Universidade do Chile. Casou-se em 1957 com Cecilia Echeverría Eguiluz.
Deu aulas de direito em diversas universidades: Universidade do Chile, Pontifícia Universidade Católica do Chile, Universidade de Michigan (EUA), Università degli Studi di Sassari (Itália) e em Paris Panthéon-Sorbonne (França).
Com o Golpe Militar do Chile, em 11 de setembro de 1973, Uribe é exilado na França junto com a sua família, retornando em 1990.
Em 2001, sua esposa morreu aos 44 anos, vítima de ataque cardíaco. Um ano depois, em 2002, ele recebe o Prêmio Altazor. Em 2004, Armando Uribe ganha o Prêmio Nacional de Literatura do Chile em 2004.
Uribe morreu no dia 23 de janeiro de 2020, aos 86 anos.